# Andrzej Kabat
Andrzej Kabat (ur. 18 czerwca 1934 w Rogoźnie Wielkopolskim) – polski prawnik, doktor habilitowany nauk prawnych, prokurator, radca prawny, sędzia Sądu Najwyższego, sędzia Naczelnego Sądu Administracyjnego, w latach 1995-2004 Wiceprezes Naczelnego Sądu Administracyjnego oraz sędzia Trybunału Konstytucyjnego w latach 1985–1989.

## Życiorys
Absolwent prawa na Uniwersytecie Marii Curie-Skłodowskiej (1956). Doktor nauk prawnych od 1964, doktor habilitowany od 1991. Profesor Uniwersytetu Warmińsko-Mazurskiego w Olsztynie, Profesor Akademii Leona Koźmińskiego, kierownik Zakładu Postępowania Administracyjnego.
Aplikant prokuratury od 1958 do 1959, prokurator w latach 1959–1985. W stanie wojennym jako prokurator prokuratury generalnej w Warszawie oskarżał działaczy podziemia w procesach karnych. Od 1991 do 1992 radca prawny.
Sędzia Trybunału Konstytucyjnego w latach 1985–1989. Od 1989 sędzia Sądu Najwyższego, a od 1992 sędzia Naczelnego Sądu Administracyjnego. W latach 1995–2004 Wiceprezes Naczelnego Sądu Administracyjnego.
Członek Zrzeszenia Prawników Polskich.
Autor ponad 80 publikacji z zakresu prawa i postępowania administracyjnego oraz postępowania przed Trybunałem Konstytucyjnym.